# Koalíció a Köztársaság Megújítására – Szabadság és Remény
A Koalíció a Köztársaság Megújítására – Szabadság és Remény lengyelországi jobboldali pártot Janusz Korwin-Mikke alapította, mivel őt kizárták az Új Jobboldali Kongresszusból, mert Korwin-Mikke nem értett egyet az Új Jobboldali Kongresszus szélsőjobboldali irányvonalával. A párt euroszkeptikus és konzervatív jellegű, az Európai Unióból való kilépést tűzte ki céljául.
Janusz Korwin-Mikke részt vett a 2015-ös lengyelországi elnökválasztáson, de csak kevés szavazatot kapott. A párt ideológiája a libertárius konzervativizmus, a klasszikus liberalizmus és az euroszkepticizmus. A 2015-ös lengyelországi parlamenti választáson nem jutott be a parlamentbe, mivel csak 4,70 százalékot kapott. A 2019-es országgyűlési választásokon a párt 6,81% -ot nyer a Konföderációnak nevezett szövetségi párt részeként, és a bevezetett 11 tag közül 5 csatlakozik a Korwin párthoz. 